# Auroramot
De auroramot (Tinea semifulvella), is een vlinder uit de familie Tineidae, de echte motten. De spanwijdte van de vlinder bedraagt 14 tot 22 millimeter.

## Rups
De rups van de auroramot leeft van haren, dons, veren en resten van vogelnesten.

## Voorkomen in Nederland en België
De auroramot is in Nederland en in België een vrij algemene soort, die verspreid over het hele gebied kan worden gezien. De soort vliegt van mei tot in oktober.